# Bărbătescu, Ialomița
Bărbătescu este un sat în comuna Axintele din județul Ialomița, Muntenia, România.